# Vazanata
Vazanata es un cultivar de higuera higo común Ficus carica unífera es decir de higos de otoño, de higos con epidermis color de fondo marrón rojizo y sobre color mancha irregular verde claro. Muy cultivado en la isla de Chipre desde la antigüedad. En América del Norte son capaces de ser cultivadas en USDA Hardiness Zones 7 a 10.

## Sinonimia
- „Melazana“ en Italia y Grecia,[5]
- „Texas Blue Giant Fig“ en Texas.[6]

## Historia
El cultivo de la higuera en Chipre ocupa 220 ha de plantaciones comerciales, alcanzando un rendimiento de 2 700 toneladas. También hay numerosos árboles dispersos en pequeños huertos familiares y patios en todo el país.
La mayor parte de la producción es para consumo local, y los precios obtenidos son muy
altos especialmente para la producción temprana y para las variedades con frutos grandes. Pequeñas cantidades se exportan principalmente al Reino Unido.
Los higos 'Vazanata' ya fue enlistada por Symenoides (1930) como una variedad que crece en cualquier lugar de la isla de Chipre.
Mayoritariamente consumido en fresco, pero en el distrito de Paphos se comercializa como higo seco, conocido localmente como "maxiles".

## Características
Las higueras 'Vazanata' son de tipo higo común unífera cuyas hojas son de color verde oscuro grueso mayoritariamente 5 lóbulos y un crecimiento constante y rápido, y da higos en el segundo año.
Los frutos que son de un tamaño muy grande, tienen forma de pera, no simétricos. Pedúnculo de tamaño largo. Con epidermis color de fondo marrón rojizo y sobre color mancha irregular verde claro, con lenticelas, grietas gruesas escasas alrededor de la zona del ostiolo.
Da higos una vez al año y el tiempo de cosecha es de agosto a septiembre. Esta higuera no necesita polinización. Son de buena calidad tanto en fresco como en seco.

## Cultivo
En Chipre está ampliamente cultivado en jardines y huertos particulares.
En Estados Unidos se cultiva en zonas desérticas, y sobre todo alrededor de San Antonio en Texas.